# Gösta Björkman (veterinär)
Carl Gösta Björkman, född 16 oktober 1907 i Salems församling, död 10 juli 1988 i Stockholm, var en svensk veterinär och ämbetsman.
Björkman avlade veterinärexamen 1933 och var därefter assistent och tf laborator vid Veterinärhögskolan. År 1936 blev han TBC-konsulent i medicinalstyrelsen, och 1937–1939 chefsveterinär vid hushållningssällskapet i Västerås och senare i Stockholm. Han blev sedan distriktsveterinär i Vagnhärad och länsveterinär i Kronobergs län innan han blev överdirektör och chef för Veterinärstyrelsen 1960, samt generaldirektör och chef 1967–1971.
När Livsmedelsverket började sin verksamhet 1972 utnämndes Björkman till verkets första generaldirektör och chef, där han var ett naturligt val trots att han var på sitt 65:e år. Han innehade posten till 1975, då Arne Engström tog över.
Björkman fick offentligt försvara Livsmedelseverkets verksamhet, till exempel de skärpta krav på innehållsdeklaration och marknadsföring som kom 1972  samt den restriktivitet angående färgning av livsmedel som påbjöds 1974.
Gösta Björkman är begravd på Skogskyrkogården i Stockholm.